# Teluk Radang
Teluk Radang is een bestuurslaag in het regentschap Karimun van de provincie Riau-archipel, Indonesië. Teluk Radang telt 2.787 inwoners (volkstelling 2010).